# Jennipher Bortolas
Jennodes Bortolas Vargas là một chủ nhân cuộc thi sắc đẹp. Cô được sinh ra ở bang San cristobal Tachira của Venezuela. Bortolas đoạt Hoa hậu Táchira 2008 danh hiệu trong một cuộc thi quốc gia được tổ chức tại San Cristóbal, Venezuela vào ngày 10, 2008. sau đó Cô thi đấu trong Hoa hậu Venezuela 2008 cuộc thi trên ngày 10 tháng 9 năm 2008 và là một trong 10 thí sinh để lọt vào bán kết.
Bortolas đã tham dự cuộc thi Sambil Model/Miss Earth Venezuela 2009 vào ngày 12 tháng 6 năm 2009, tại đảo Margarita, Venezuela, khi cô giành được danh hiệu Người mẫu Sambil San Cristóbal.